# ジョギングパンツ

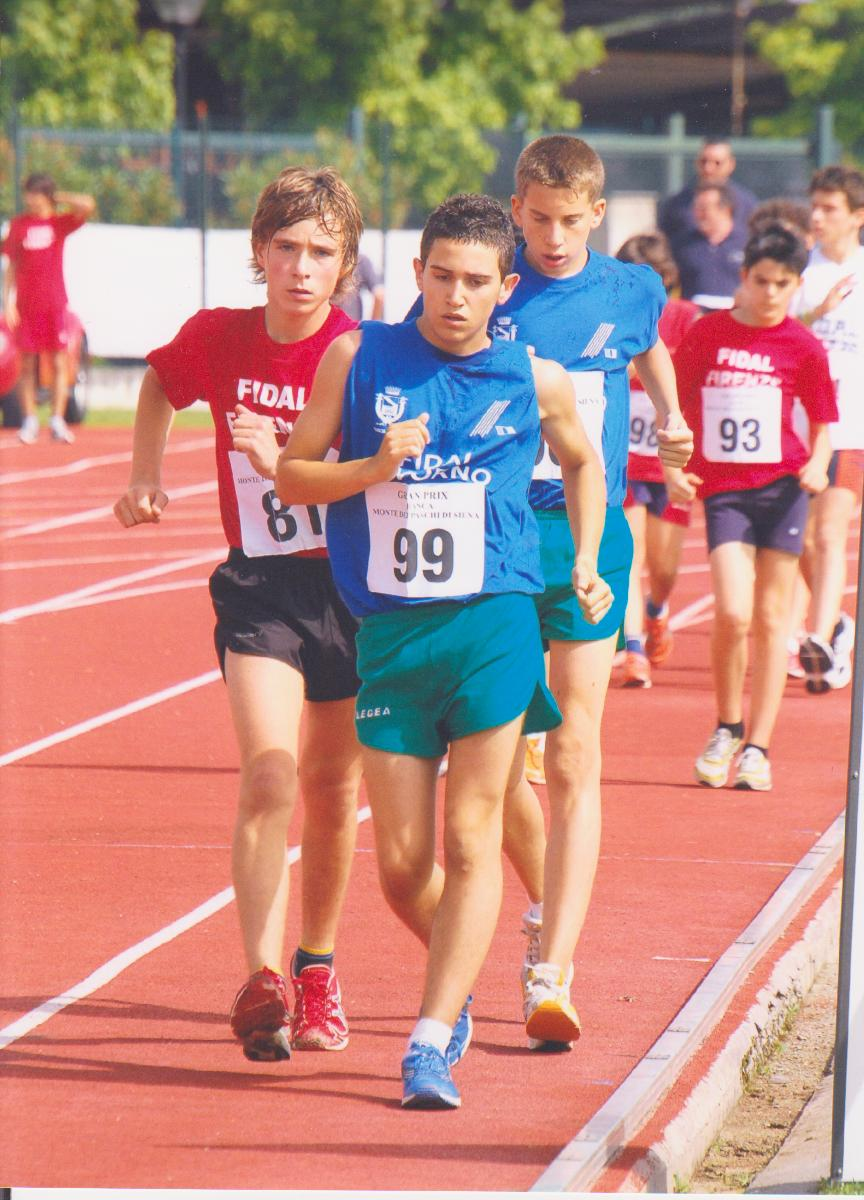
ジョギングパンツで行う競歩

ジョギングパンツ（ランニングパンツ）とは、陸上競技用で、ひらひらした半ズボンのことを指す。
空気抵抗を極力抑えるため、現在でいうトランクスと同じデザインになっている。
半ズボン全盛期の1982年、従来の半ズボンではきついという男子小学生用に商品化された。同時に、従来の半ズボンでは年齢的にふさわしくないとされる男子中学生にも、夏場における短パンとして着用する道を開いた。また、フィジカルトレーニング用として成人男性にも愛用された。
中学・高校を中心に体操着として採用する学校があった。1990年代から大多数の体操着はハーフパンツへ移行したが、現在も学校によっては採用している。女子の体操着は短期間で、ブルマからジョギングパンツ型の短パン、そしてハーフパンツに変わった学校もある。
1990年代、下着にトランクスを着用する者が増加し、従来の半ズボンやジョギングパンツでは露出してしまうため、男子小学生はハーフパンツに移行した。トレーニング用としても、トレーニングパンツを中間で切ったような膝丈が普及し、1997年頃からジョギングパンツは減少していった。しかし、現代の風潮に批判的な世代から、ジョギングパンツが評価されることもある。
2000年代、レギンスの上に着用するスタイルが生まれた。